# Windows Presentation Foundation
是美國微軟公司推出.NET Framework 3.0及以后版本的组成部分之一，它是一套基于XML、.NET Framework、向量绘图技术的展示層开发框架，微软视其为下一代使用者介面技术，广泛被用于Windows Vista的界面开发。其早期开发阶段的代号为“Avalon”。
WPF使用一种新的XAML（eXtensible Application Markup Language）语言来开发界面。同时WPF自带MVVM(Model-ViewModel-View)框架,这种设计模式将把界面开发以及后台逻辑很好的分开，降低了耦合度，使用户界面设计师与程序开发者能更好的合作，降低维护和更新的成本。
WPF/E是WPF的子集合，全名是：Windows Presentation Foundation Everywhere。在基於XAML與JavaScript之下，可跨越各種平台，目前WPF/E已演化為Microsoft Silverlight，擔負微軟在丰富互联网应用程序領域，並正面與Adobe Flash競爭的產品。

## 特徵
WPF部份之特徵如下：

### 繪圖服務
- 所有的圖形皆可由Direct3D產生。
  - 目標在於統一各種顯示圖形。
  - Windows可以透過Direct3D來減輕在繪圖任務上的負荷，這項技術乃基於電腦顯示卡的繪圖處理單元（Graphics Processing Unit）。
  - 支援向量繪圖（vector graphic）。
  - 支援3D透視圖並且影響2D應用程式。

### 佈署
- WPF不僅僅是建立傳統的獨立程式（standalone applications）。其部署方式可分成兩類：standalone與XAML Browser Applications（XBAP）觀點。這些佈署方式在程式的撰寫上大致類似。
  - 獨立程式之安裝方式可以借由ClickOnce或微軟安裝器（MSI）完成。獨立程式可被視為完全信任（full trust）具有完全存取系統資源的優點。
  - XAML Browser Application（XBAPs）是一種寄宿於網頁瀏覽器上的程式，像是Internet Explorer。寄宿的程式可取得部份信任（partial trust）的沙箱（sandbox）環境之下，且無法取得完整的系統資源，WPF的功能亦無法完全發揮。寄宿的環境必須有意地防衛惡意的程式碼。從網頁上執行XBAP（讀音"ex-bap"）必須是毫無破綻的（沒有安全性或安裝提示）。雖然這樣的寄宿程式在感觀上與傳統微軟的DLL（out of process）有相異處。

### 互操作性
- WPF可與Win32互相操作：經由主導（hosting）機制，可以在Win32碼之下使用Windows Presentation Foundation，或是在Windows Presentation Foundation環境下使用Win32程式碼[2]。
- Windows Forms的互操作性亦可利用ElementHost（繼承自System.Windows.Forms.ContainerControl）以及WindowsFormsHost（繼承自System.Windows.Forms.Integration）等類別達成，同時提供了Host Avalon Element的能力。

### 媒體播放
- WPF針對2D圖形提供形狀基元（shape primitives），內建筆刷（brushes）、畫筆（pens）、幾何（geometries），與變形（transforms）。
- WPF以Direct3D提供完整的3D功能。但是，WPF提供更完整的整合性在於使用者介面上（UI）、文件（documents），與媒體（media）。這使得儘可以實現3D UI, 3D文件，和3D媒體。
- 支援了大量的圖片格式（image formats）。
- WPF支援大量影音格式，如：WMV，MPEG以及某些AVI檔。
- WPF支援以時間為基礎的動畫效果，不同於以影格為基礎的處理方式。如此動畫的速度與系統效能就不會有所關連。
- 文件的呈現支援ClearType，這提供一種次像素（sub-pixel）定位功能，強化其自然風格。WPF同時支援OpenType字型樣式。

### 数据绑定
数据绑定是在应用 UI 与其显示的数据之间建立连接的过程。 如果绑定具有正确的设置，并且数据提供适当的通知，则在数据更改其值时，绑定到该数据的元素会自动反映更改。 数据绑定还意味着，如果元素中数据的外部表示形式发生更改，则基础数据可以自动进行更新以反映更改。 例如，如果用户编辑 TextBox 元素中的值，则基础数据值会自动更新以反映该更改。
数据绑定的典型用法是将服务器或本地配置数据放置到窗体或其他 UI 控件中。 此概念在 WPF 中得到扩展，包括将大量属性绑定到不同类型的数据源。 在 WPF 中，元素的依赖属性可以绑定到 .NET 对象（包括 ADO.NET 对象或与 Web 服务和 Web 属性关联的对象）和 XML 数据。数据绑定的方式一共有四种：
- 通过OneWay绑定，对源属性的更改会自动更新目标属性，但对目标属性的更改不会传播回源属性。 如果绑定的控件为隐式只读，则此类型的绑定适用。 例如，可能会绑定到股票行情自动收录器这样的源，也可能目标属性没有用于进行更改的控件接口（例如表的数据绑定背景色）。 如果无需监视目标属性的更改，则使用OneWay绑定模式可避免TwoWay绑定模式的系统开销。
- 通过TwoWay绑定，更改源属性或目标属性时会自动更新另一方。 此类型的绑定适用于可编辑窗体或其他完全交互式UI方案。 大多数属性默认为OneWay绑定，但某些依赖属性（通常为用户可编辑控件的属性，例如TextBox.Text和CheckBox.IsChecked）默认为 TwoWay 绑定。 用于确定依赖属性绑定在默认情况下是单向还是双向的编程方法是：使用 DependencyProperty.GetMetadata获取属性元数据，然后检查FrameworkPropertyMetadata.BindsTwoWayByDefault属性的布尔值。
- OneWayToSource绑定与OneWay绑定相反；当目标属性更改时，它会更新源属性。 一个示例方案是只需要从UI重新计算源值的情况。
- OneTime绑定未在图中显示，该绑定会使源属性初始化目标属性，但不传播后续更改。 如果数据上下文发生更改，或者数据上下文中的对象发生更改，则更改不会在目标属性中反映。 如果适合使用当前状态的快照或数据实际为静态数据，则此类型的绑定适合。 如果你想使用源属性中的某个值来初始化目标属性，且提前不知道数据上下文，则此类型的绑定也有用。 此模式实质上是OneWay绑定的一种简化形式，它在源值不更改的情况下提供更好的性能

数据绑定在展示層並無太大負擔。WPF提供有数据模板（data templates）來控制這些数据。

### 使用者介面
- WPF提供了內建元件控制項集合，包括有按鈕（button）、選單（menu）、列表盒（list box）等。
- WPF的邏輯層與外觀展示層已形成強力的分離模式。
  - 元件的外貌樣品可以被完全改寫。

### 文件
對OpenType的支援包括：
- 合字（Ligatures）
- 舊式數碼（Old-style numerals，for example, parts of the glyph hang below the text baseline）
- 花体字（Swash）
- 分數形式（Fractions）
- 上标及下标
- 小型大写字母

## 工具
在以往Win32應用程式發展時，絕大多數的工作都由開發人員（Developer）來處理，美術設計人員（Designer）可以涉入的相當有限，而且在Win32 API時代，要在使用者介面中實作特效的話，都需要撰寫大量的程式碼才可以做到。
在WPF中，因為大多數的使用者介面元素都可以利用XAML來宣告，因此微軟試著要將Designer和Developer結合在一起，如此可以讓Designer可以充份發揮，並且Developer也不用傷腦筋在外觀設計上，微軟的Designer工具為Microsoft Expression產品集，其中的Expression Blend即為設計WPF應用程式的設計工具，它也可以用來設計Silverlight程式。
開發人員仍然可以使用Visual Studio來開發WPF應用程式，在Visual Studio中內含WPF Designer可供開發人員使用。

## WPF/E
WPF/E發展初期為微軟計畫將WPF推向各平台的計畫，目前此計畫已經被發展成為Silverlight技術。

## WPF應用程式
WPF是下一代圖形API在桌面上的延伸。以WPF撰寫應用程式，具有更高的視覺品質。下表列出微軟自家的產品或是第三協力廠商的主力產品：
- Microsoft Visual Studio 2010
- Microsoft Expression Design
- Microsoft Expression Blend
- Yahoo! Messenger
- New York Times Reader
- Blu
- 腾讯QQ概念版（只能在Windows 7上使用）[3]

## 發行歷史
| 系列 | 版本    | 發佈日期   | 重要變更／事項 | 一同發佈的產品     |
| ---- | ------- | ---------- | --- | ------------------ |
| 3    | 3.0     | 2006年11月 | - | -                  |
| 3    | 3.5     | 2007年11月 | - | -                  |
| 3    | 3.5 SP1 | 2008年8月  | - | -                  |
| 4    | 4.0     | 2010年4月  | - | -                  |
| 4    | 4.5     | 2012年8月  | - | -                  |
| 4    | 4.5.1   | 2013年10月 | - | -                  |
| 4    | 4.52    | 2014年5月  | - | -                  |
| 4    | 4.6     | 2015年7月  | 高解析度 (High Dots Per Inch; HDPI) 改善；觸控行為焦點 (Touch) 改善；程式子視窗透明 (Transparent child window) 支援 | Visual Studio 2015 |